# Zorahayda
Zorahayda är en legend för orkester (op. 11) av Johan Svendsen. Komponerad 1872-77.

## Bakgrund
Den amerikanske författaren och diplomaten Washington Irving bodde 1828-29 i Granada, delvis i själva Alhambra. Här samlade han moriska legender och sägner, som han 1832 utgav under titeln Alhambra. Från ett av kapitlen i boken fick Svendsen inspirationen till sitt orkesterverk.

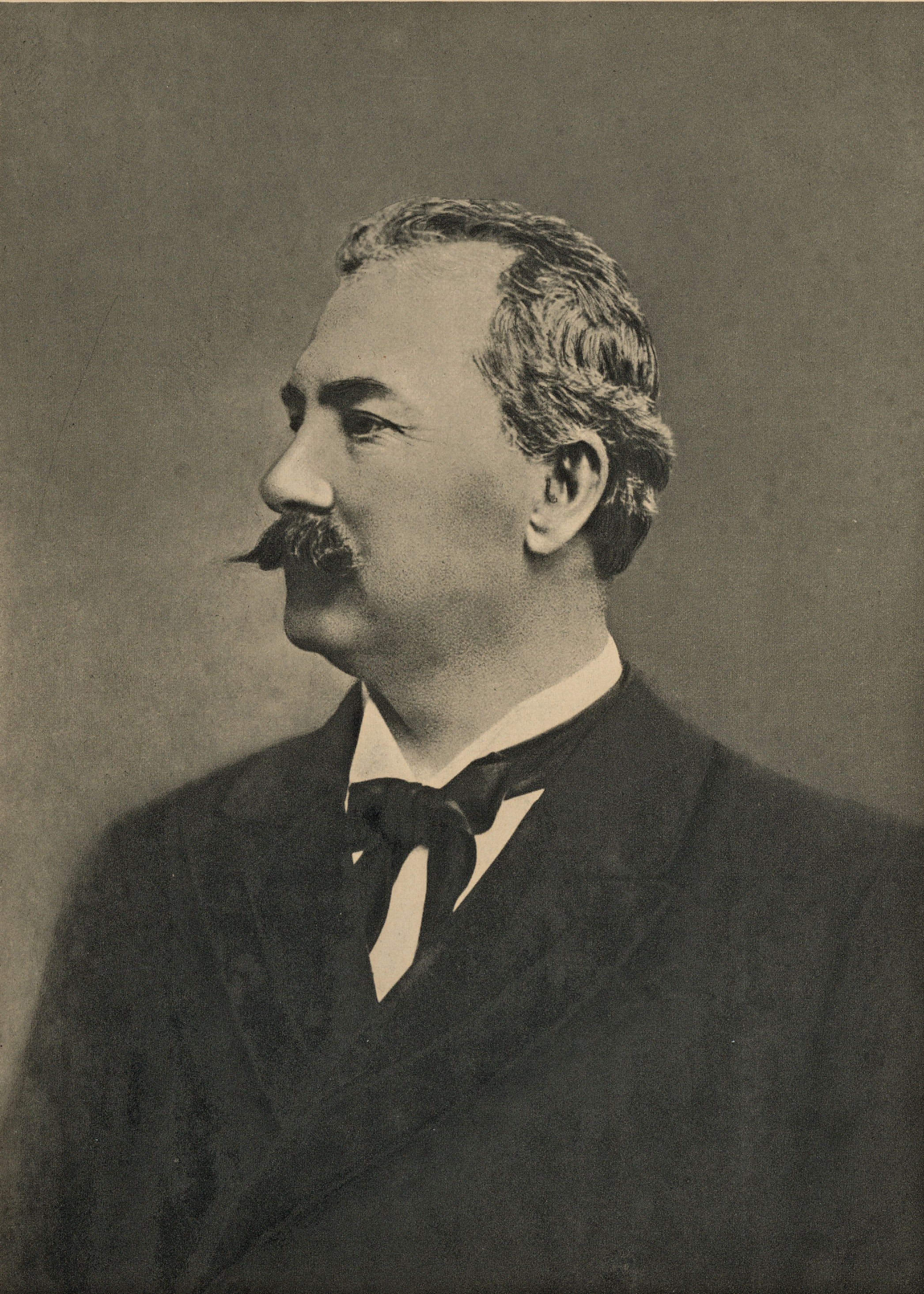
Johan Svendsen